# Kościół Matki Bożej Najświętszego Różańca w Midleton
Kościół Matki Bożej Najświętszego Różańca w Midleton (ang. Church of Our Lady of the Most Holy Rosary Midleton) – katolicki kościół parafialny zlokalizowany w Midleton w Irlandii.

## Historia
W 1808 został wzniesiony pierwszy lokalny kościół pod wezwaniem św. Jana. Stał on w miejscu, gdzie obecnie mieści się Liceum św. Marii. Zastąpił krytą strzechą kaplicę maryjną z około 1750. Z uwagi na zły stan techniczny dachu i ciągłe naprawy budynku konieczne było zbudowanie nowego kościoła.
Dr William Hutch, który był przewodniczącym St. Colman’s College w Fermoy, został proboszczem w Midleton w 1892. Uzyskał poparcie dla idei budowy nowego kościoła parafialnego. Porozumienie zostało sporządzone z Lordem Midleton 18 lipca 1893.
George Coppinger Ashlin (1837–1921) zaprojektował nowy budynek w stylu neogotyckim. Zewnętrzne mury kościoła zbudowane są z ociosanego lokalnego wapienia. Kontrakt na budowę przyznano firmie „Jeremiah Coffey & Son” z siedzibą w Coolbawn. Koszt budowy i wyposażenia obiektu wynosił 19 920 funtów w chwili poświęcenia.
W niedzielę 13 maja 1894 arcybiskup Thomas William Croke pobłogosławił kamień węgielny, cztery narożniki przyszłej świątyni i lokalizację ołtarza głównego, oznaczoną drewnianym krzyżem. Dr Croke, wikariusz w Midleton (1853–1857), poprowadził ceremonię poświęcenia nowej świątyni (14 października 1896). Mszę świętą tego dnia celebrował biskup James Browne, a kazanie było głoszone przez kardynała Michaela Logue’a z Armagh.
Ze względu na presję finansową postanowiono nie budować wysokiej wieży (iglicy), w wyniku czego wieża została tylko zadaszona. Po publicznym spotkaniu w kwietniu 1906 powołano Komitet Budowy Kościoła, zebrano fundusze i iglicę z dzwonem o nazwie Dominic jednak wykonano. Roboty zakończono 1 czerwca 1908. Kanonik Hutch zmarł w 1917, a kaplica grobowa (obecnie kaplica adoracji) poświęcona jego pamięci została zbudowana w 1922.
W niedzielę 7 października 1928 biskup James Browne w swoim kazaniu powiedział: Ten wspaniały kościół to uznanie dla gorliwości kleru i ludzi z Midleton i na wieczność będzie pamiątką tego, co to pokolenie i ich przodkowie zrobili dla Boga.
Kościół jest siedzibą polskiego duszpasterstwa w Midleton.